# Beirão

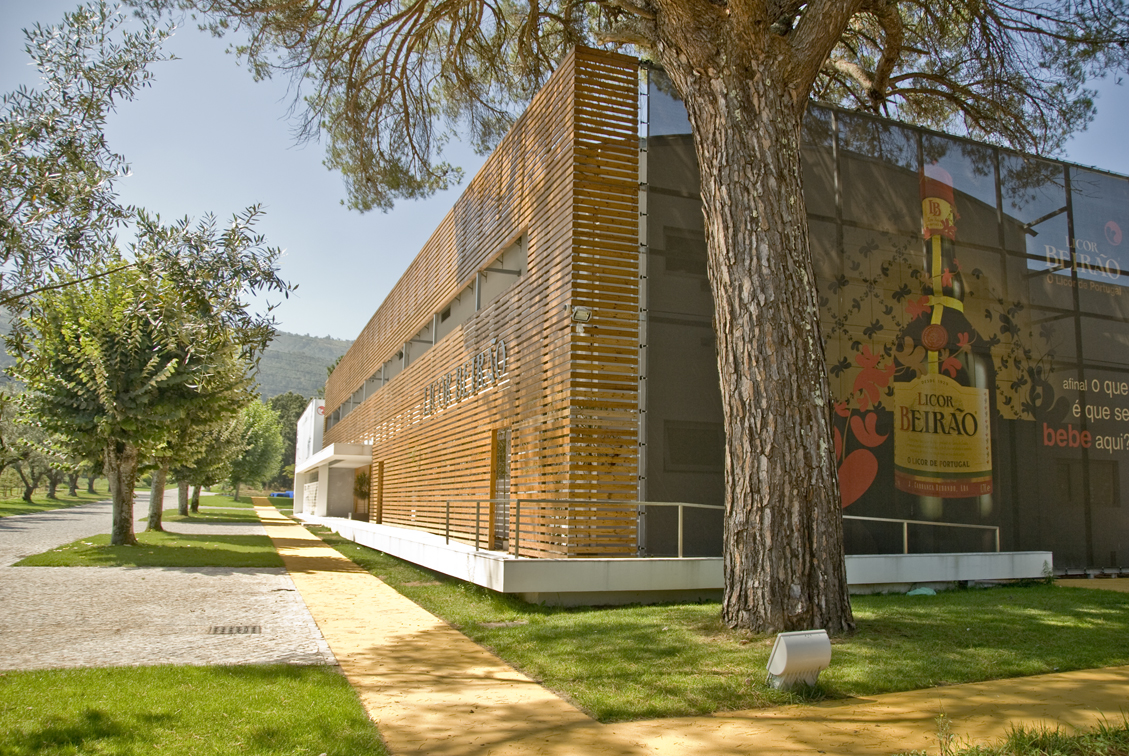
Fabbrica di Beirão

Il Beirão è un liquore portoghese con il 22% di grado alcolico. La sua ricetta è un segreto commerciale; il produttore J. Carranca Redondo, Lda. ha solamente stabilito che è fatto da un doppio distillato di semi ed erbe provenienti da tutto il mondo tra cui la Malaysia, il Brasile e la Thailandia.
Il Beirão è un aggettivo portoghese che significa "dalla Beira", il nome di una ex provincia del Portogallo, attualmente contenuta nella regione Centro del paese.